# Burnley
Burnley er en by i Burnley-distriktet, Lancashire, England, med 82.002(2016) indbyggere. Distriktet har et befolkningstal på 87.522 (pr. 2015). Byen ligger 292 km fra London.